# 山内豊中
山内 豊中（やまうち とよなか、1885年5月30日 - 1952年10月30日）は、日本の海軍軍人。最終階級は海軍少将。

## 履歴
1885年（明治18年）、最後の土佐藩主・山内豊範の四男として高知城下鷹匠町（現在の高知市）で生まれる。1904年（明治37年）11月、海軍兵学校（32期）を卒業し少尉候補生となり、日露戦争に「韓崎丸」乗組として出征。さらに「秋津洲」乗組となった。1905年（明治38年）8月、海軍少尉任官。海軍大学校乙種、海軍水雷学校高等科で学び、1912年（大正元年）12月、東宮武官となる。1917年（大正6年）11月、海大（甲種15期）を卒業した。
1917年12月、駆逐艦「浜風」駆逐艦長に就任し、第3艦隊参謀、軍令部参謀（第2班第4課）を経て、1920年（大正9年）12月、海軍中佐に昇進。1921年（大正10年）8月、皇族付武官（高松宮宣仁親王付）に就任し、この間、親王とともに「浅間」「長門」の各乗組となる。1924年（大正13年）12月、海軍大佐に進級。1925年（大正14年）2月、軍令部出仕となり、第3駆逐隊司令、「神通」艦長、横須賀鎮守府付、イギリス私費留学などを経て、1927年（昭和2年）12月、侍従武官に着任した。
1930年（昭和5年）12月、海軍少将に昇進。1932年（昭和7年）6月、馬公要港部司令官に就任し、軍令部出仕を経て、1934年（昭和9年）3月、待命となり予備役に編入。1937年（昭和12年）3月、高松宮家別当となった。1952年（昭和27年）10月、神奈川県で没。

## 栄典
位階
- 1905年（明治38年）10月4日 - 正八位[1]
- 1907年（明治40年）11月30日 - 従七位[2]
- 1909年（明治42年）12月20日 - 正七位[3]
- 1915年（大正4年）1月30日 - 従六位[4]
- 1921年（大正10年）1月20日 - 正六位[5]
- 1924年（大正13年）12月27日 - 従五位[6]
- 1930年（昭和5年）2月15日 - 正五位[7]
- 1934年（昭和9年）4月17日 - 従四位[8]

勲章
- 1912年（明治45年）5月24日 - 勲五等瑞宝章[9]
- 1915年（大正4年）11月7日 - 双光旭日章・大正三四年従軍記章[10]
- 1934年（昭和9年）2月7日 - 勲二等瑞宝章[11]
- 1940年（昭和15年）8月15日 - 紀元二千六百年祝典記念章[12]

## 親族
- 母 山内喜以
- 兄 山内豊景（侯爵、陸軍少佐）
- 娘婿 末次信義 (海軍大佐、末次信正海軍大将の長男)

## 参考資料
- 『高知県人名事典』高知市民図書館、1970年。
- 外山操編『陸海軍将官人事総覧 海軍篇』芙蓉書房出版、1981年。
- 福川秀樹『日本海軍将官辞典』芙蓉書房出版、2000年。
- 海軍歴史保存会編『日本海軍史』第9巻、発売:第一法規出版、1995年。